# کروماتی رز
کروماتی رز (به انگلیسی: Cromarty Rose) یک کشتی است که طول آن ۴۳ فوت (۱۳ متر) می‌باشد. این کشتی در سال ۱۹۸۶ ساخته شد.